# Petrus Johannes Waardenburg
Petrus Johannes Waardenburg (Nijeveen, 3 juni 1886 – 23 september 1979) was een Nederlands oogarts en geneticus naar wie het syndroom van Waardenburg is genoemd.
Hij studeerde geneeskunde en oogheelkunde aan de Universiteit van Utrecht en promoveerde op een proefschrift over de erfelijke basis van fysiologische en pathologische eigenschappen van het oog. Hij was zeer geïnteresseerd in erfelijke oogziekten, en verrichtte, zelf vader van een eeneiige tweeling, ook onderzoek bij tweelingen. Hij was een van de eersten die al in 1932 suggereerde dat het syndroom van Down weleens een gevolg van een chromosoomafwijking zou kunnen zijn, wat pas 27 jaar later werd bevestigd.
Tijdens de bezetting in de Tweede Wereldoorlog was hij een uitgesproken en onbevreesd tegenstander van de nazi's.
In 1947 introduceerde hij het syndroom dat later naar hem werd genoemd. Zijn onderzoek begon al in 1922 en was voor die tijd revolutionair vanwege de opzet en aannames die hij deed. Zijn vergelijkend onderzoek naar de incidentie en vererving bij de kat en de mens was baanbrekend.
Op 66-jarige leeftijd werd hij in 1952 hoogleraar in de genetica in Leiden aan het Nederlands Instituut voor Preventieve Geneeskunde. Zijn dochter Wil Waardenburg was muziekpedagoge in Amersfoort.